# Gianfranco Mantelli
Gianfranco Mantelli (Roma, 17 maggio 1947) è un ex tiratore a segno italiano.

## Biografia
Nato nel 1947 a Roma, a 29 anni ha partecipato ai Giochi olimpici di Montréal 1976, nella Pistola Automatica 25 m (Rapid Fire Pistol), chiudendo 14º con 589 punti.
Prima di questo evento, nel 1975 ai Giochi del Mediterraneo svoltisi ad Algeri, conquista il primo posto nella Pistola Automatica con 593 punti, staccando di ben 6 punti il secondo, lo spagnolo Juan Seguì
Nel 1978 ha vinto la medaglia d'argento ai Mondiali di Seul nella pistola a fuoco rapido 25 m a squadre, insieme a Rolando Comazzetto, Roberto Ferraris e Alberto Sevieri, terminando dietro solo alla Germania Ovest.
2 anni dopo, a 33 anni, ha preso parte di nuovo alle Olimpiadi, quelle di Mosca 1980, sempre nella pistola 25 m, arrivando 12º con 592 punti.

## Palmarès

### Mondiali
- 1 medaglia:
  - 1 argento (Pistola a fuoco rapido 25 m a squadre a Seul 1978)

### Giochi del Mediterraneo
- 1 medaglia:
  - 1 oro (Pistola a fuoco rapido 25 m a Algeri 1975)